# Jimmy Snuka
James Wiley Reiher (* 18. Mai 1943 in Fidschi; † 15. Januar 2017 in Pompano Beach, Florida, USA; gebürtig James Wiley Smith) war ein fidschianischer Wrestler. Er wurde vor allem unter seinem Ringnamen „Superfly“ Jimmy Snuka bekannt. Reiher war seit 1996 Mitglied der WWE Hall of Fame.

## Karriere

### Anfänge / National Wrestling Alliance
Reiher war Bodybuilder, unter anderem gewann er den Mr.-Hawaiian-Island-Wettbewerb, bevor er von Verne Gagne als Wrestler trainiert wurde. Sein Debüt gab er im Jahr 1969 im eher späten Alter von 26 Jahren auf Hawaii. In den folgenden Jahren trat er in verschiedenen Regionen des Dachverbandes NWA auf, bevor er 1982 zur World Wrestling Federation kam.
Reihers Wrestlingstil war sehr vom samoanischen Wrestling geprägt. Jedoch beherrschte er auch, für seine Zeit, technisch anspruchsvolle Aktionen und vor allem diverse Sprünge vom Eckpfosten des Rings, die ihn von der Masse abheben sollten.

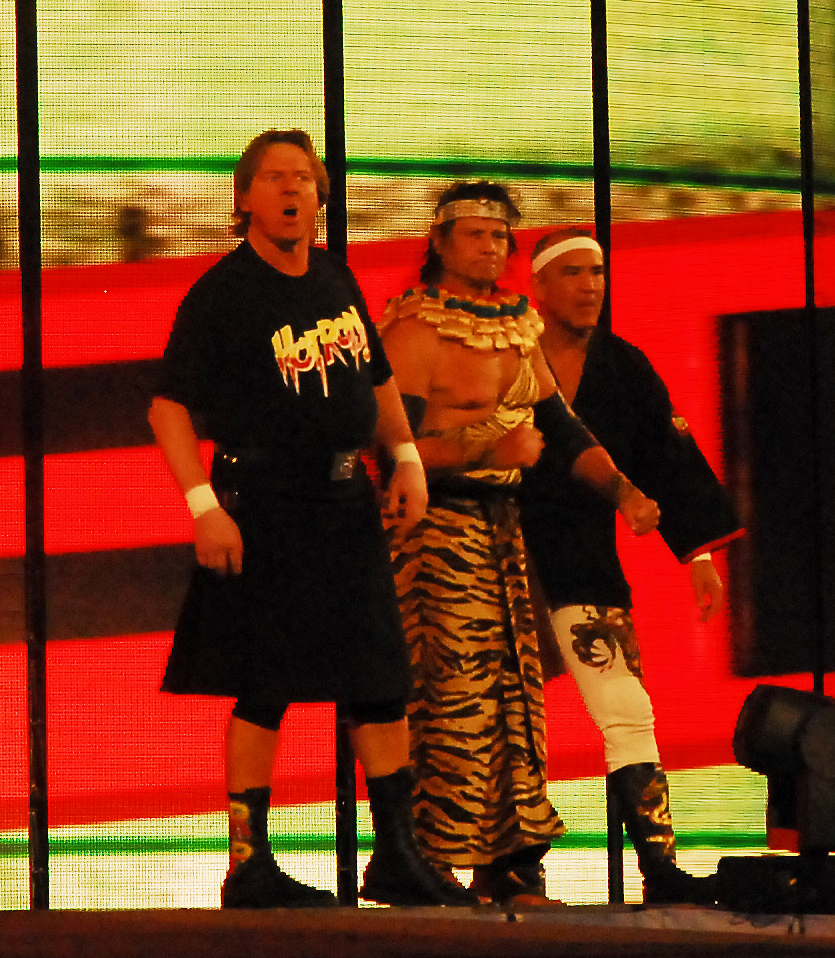
Jimmy Snuka mit Roddy Piper und Ricky Steamboat

### World Wrestling Federation
In der damaligen World Wrestling Federation wurde Reiher schnell zum Herausforderer auf den WWF Champion Titel, der zu dieser Zeit von Bob Backlund gehalten wurde. Eines ihrer Matches fand in einem Ring, umgeben von einem Stahlkäfig statt. Reiher stieg auf die Spitze des Käfigs und sprang von dort auf den am Boden liegenden Backlund. Er verfehlte zwar den Titelträger und verlor das Match, aber seine Bekanntheit stieg durch diese Aktion enorm. Das Match wurde von der kritischen Wrestling-Zeitschrift Pro Wrestling Illustrated zum Match des Jahres gewählt.
Zu dieser Zeit agierte Reiher als Bösewicht mit Lou Albano als Manager. Doch er fand so großen Anklang bei den Fans, dass die WWF aus ihm einen Publikumsliebling machte. Der WWF Champion Titel blieb ihm aber in seiner gesamten Karriere verwehrt. Grund dafür waren seine fehlenden Fähigkeiten am Mikrofon und einige Vorfälle hinter den Kulissen. Weitere bekannte Fehden Reihers fanden gegen Don „The Rock“ Muraco und Roddy Piper statt. Im Zuge der Muraco-Fehde sprang er seinen Superfly Splash von einem etwa 5 m hohen Stahlkäfig. 1985 trat er als Begleitung von Hulk Hogan und Mr. T im Hauptkampf der allerersten Wrestlemania auf, bevor er die WWF im August des Jahres verließ.

### American Wrestling Association / National Wrestling Alliance
Nachdem er von 1986 bis Anfang 1989 für die American Wrestling Association angetreten war, kam er im März des Jahres zurück zur WWF. Fortan half er neuen Superstars bekannter zu werden, so auch 1991 dem als Undertaker bekannt gewordenen Mark Calaway, gegen den er bei Wrestlemania VII verlieren musste.

### NWA Eastern Championship Wrestling
1992 wurde NWA Eastern Championship Wrestling gegründet und Reiher wurde der erste NWA ECW Heavyweight Champion. Insgesamt hielt er diesen Titel zweimal, bevor er den Titel nach einem Fehdenprogramm mit Don Muraco an diesen abgegeben musste. Reiher verließ die Promotion 1993.

### Independent / Gastauftritte
Danach trat Reiher in Independent Promotions und vereinzelt in Legendenmatches auf.
1996 war er Teil des Survivor Series-Team von Savio Vega, zu dem auch Yokozuna und Flash Funk gehörten. Ihre Gegner waren Fake Diesel, Fake Razor Ramon, Farrooq und Vader. Reiher konnte Fake Razor Ramon eliminieren, doch das Match endete danach in einem No Contest.
Beim Royal Rumble 2008 nahm er an der 30 Men-Battle Royal teil. Er kam als Nummer 18 in den Ring, wurde jedoch kurz daraufhin von Kane eliminiert.
2009 war Reiher Teil von WrestleMania XXV. Zusammen mit Roddy Piper und Ricky Steamboat nahm er, begleitet von Ric Flair, an einem 1-on-3-Handicapmatch im Elimination-Stil gegen Chris Jericho teil und wurde als erster eliminiert. Sein letztes Wrestling-Match bestritt er 2014.

### Todesfall Nancy Argentino
Snuka soll 1983 im Rausch das Groupie Nancy Argentino getötet haben. Der Fall ist bis heute nicht eindeutig aufgeklärt worden. Zu seinen Ungunsten stand Snuka vor einem geplanten Karriereschub, den die damalige WWF dann mit Hulk Hogan durchführte. 1985 gewann die Familie des Opfers einen Zivilprozess (wrongful death claim) gegen Snuka. In seiner 2012 erschienenen Biografie bestritt dieser weiterhin die Vorwürfe. Anfang September 2015 wurde er nach Ermittlungen einer Grand Jury verhaftet und wegen Totschlags an Argentino angeklagt. Er wurde jedoch nur 12 Tage später entlassen, da dem Richter bekannt wurde, dass Snuka unter Demenz litt und an Magenkrebs erkrankt war. Dieser Krankheit erlag er am 15. Januar 2017 im Alter von 73 Jahren.

## Erfolge
- National Wrestling Alliance
  - 1 × NWA Canadian Tag Team Champion
  - 1 × NWA National Tag Team Champion
  - 1 × NWA Texas Heavyweight Champion
  - 1 × NWA Texas Tag Team Champion
  - 1 × NWA Tri-State Heavyweight Champion
  - 1 × NWA United States Heavyweight Champion
  - 2 × NWA World Tag Team Champion
- Extreme Championship Wrestling
  - 2 × ECW Heavyweight Champion
  - 1 × ECW Television Champion
- Sonstige Titel und Auszeichnungen
  - 1 × AWA Midwest Heavyweight Championship
  - 1 × CWA International Tag Team Champion
  - 5 × PNW Heavyweight Champion
  - 6 × PNW Tag Team Champion
  - Aufnahme in die WWE Hall of Fame 1996

## Sonstiges
- Reiher ist der Sohn aus einer Affäre von Louisa Vitu Smith und Charles Thomas, jedoch heiratete seine Mutter Bernard Reiher, welcher Jimmys Stiefvater wurde. Seinen wirklichen Vater lernte er erst als Teenager kennen.[2]
- Reiher ist der Adoptiv-Vater des Wrestlers Deuce, der bei WWE unter Vertrag stand. Seine Tochter Sarona Reiher steht aktuell unter dem Ringnamen Tamina Snuka bei WWE unter Vertrag.
- Er wird über Blutsbrüderschaft als ein „Cousin“ bzw. „Onkel“ der samoanischen Wrestlerfamile um Afa the Wild Samoan angesehen, da die Blutsbrüderschaft unter den Südseevölkern noch heute eine große Bedeutung hat. Beide sind aber nicht miteinander verwandt, sondern stammen aus unterschiedlichen Stammesverbänden.